# Chruszczanka
Chruszczanka (d. Chruścianka) – peryferyjna część miasta Lublina, leżąca na jego północno-wschodnich rubieżach. Rozpościera się w rejonie ulicy Zabytkowej, i wchodzi w skład lubelskiej dzielnicy Ponikwoda.

## Historia
Dawniej odrębna wieś. Od 1867 w gminie Wólka w powiecie lubelskim. W okresie międzywojennym miejscowość należała do woj. lubelskim. 1 września 1933 utworzono gromadę Chruścianka w granicach gminy Wólka, obejmującą wieś Chruścianka i kolonię Liwków.
Po wojnie gromadę Chruścianka zlikwidowano, włączając ją do gromady Jakubowice Murowane w gminie Wólka w woj. lubelskim. W związku z reorganizacją administracji wiejskiej jesienią 1954, miejscowość weszła w skład nowo utworzonej gromady Wólka, a od 1973 ponownie w skład reaktywowanej gminy Wólka.
1 stycznia 1989 obszar ten (292,41 ha) wyłączono ze wsi Jakubowice Murowane i włączono do Lublina. Powstał wtedy specyficzny występ w północno-wschodniej granicy Lublina, a zarazem analogiczne przewężenie obszaru gminy Wólka.

## Pałac Tęczyńskich
Znajduje się tu dawny pałac rodziny Grodzickich. Jest to oryginalnie dwór renesansowy wzniesiony przez Tęczyńskich w II połowie XVI wieku, który w kolejnych wiekach często zmieniał właścicieli, którzy dokonywali przebudów. Obecny wygląd jest z około 1870 roku, kiedy dworowi nadano kształt pałacu z wieżą. Często nazywany Pałacem w Jakubowicach Murowanych, mimo że zgodnie ze współczesnym przebiegiem granic administracyjnych między Lublinem a Jakubowicami Murowanym w gminie Wólka pałac znajduje się całkowicie w granicach Lublina.